# Goran Gatarić
Goran Gatarić (Subotinje, 14. listopada 1961.), srpski je slikar i samostalni umjetnik.

## Životopis
Rođen je 14. listopada, 1961. godine u selu Subotinje kraj Kaknja, u tadašnjoj SFRJ). Diplomirao je slikarstvo 1979. godine na Akademiji primijenjenih umjetnosti u Sarajevu u klasi Tomislava Perazića. Živio je i radio u Zenici i Sarajevu. Ranih devedesetih godina odlazi u Milano gdje živi i radi kratko vrijeme. Upoznaje Mariju Kampiteli, likovnu kritičarku, koja mu, očarana njegovim slikarskim radovima, predlaže ostanak u Milanu i nastavak slikarskog života u Italiji. Međutim, iznenadni rat u Bosni ga tjera da se vrati u BiH. 
Kao dobrovoljac Vojske Republike Srpske, biva prebačen na ratno bojište na planinu Igman. Iako suočen s teškoćama rata, nastavlja slikati. Tokom devedesetih godina života u Bosni, stvarao je radove koje su uglavnom otkupili pripadnici snaga SFOR-a. Poslije rata odlazi u Bratunac gdje nastavlja sa slikarskim radom i počinje sa samostalnim izložbama. 
Danas živi u jednom mačvanskom selu u Srbiji.

### Izložbe i nagrade:
- 1988., Zenica, Bosna i Hercegovina. Grupna izložba, kolekcija Tomislava Perazić;
- 1994., Ilidža, Sarajevo, Bosna i Hercegovina. Okupljanje slikara Republike Srpske, dobitnik prve nagrade;
- 1994., Novi Sad, Serbia. Samostalna izložba, Predstavljanje Istočnog Sarajeva.;
- 1996., Ljubovija, Bosna i Hercegovina, Samostalna izložba;
- 1997., Pale, Bosna i Hercegovina. Umjetnička kolonija Pale;
- 1999., Bratunac, Bosna and Hercegovina. Grupna izložba;
- 2000., Zvornik, Bosna i Hercegovina. Grupna izložba (Kolekcija Gorana Gatarića, Branka Nikitovića i Obrena Krstića).

Danas, njegovi radovi krase zidove kuća glumaca Nikole Koje, Dragana Bjelogrlića, pjesnikinje Mire Bulatović, političara Nikole Koljevića, književnice Isidore Bjelice, pjevača Željka Samardžića. Neke od njegovih umjetnina se nalaze u zgradi Srpskog narodnog kazališta u Novom Sadu.[nedostaje izvor]

## Vanjske poveznice
- Goran Gatarić